# Pseudochromis dutoiti
Pseudochromis dutoiti är en fiskart som beskrevs av Smith, 1955. Pseudochromis dutoiti ingår i släktet Pseudochromis och familjen Pseudochromidae. Inga underarter finns listade i Catalogue of Life.